# Día de la chupina
Se conoce como día de la chupina a una costumbre estudiantil que se realiza en Rosario, Argentina, el último viernes de abril de cada año, en la que alumnos de escuelas secundarias faltan a clases y se reúnen en espacios públicos.
La acción de un alumno de no ingresar a su establecimiento educativo en Argentina se denomina ratearse (o hacerse la rata) ya que se dice que en el país comenzó a hacerse a comienzos del siglo XX entre los estudiantes del Colegio Nacional de Buenos Aires, quienes escapaban por los túneles. Mientras en España se le llama hacer novillos, en Argentina también se lo conoce como rabona, hacer la sin-cola (en Mendoza), la yuta (en Salta y Jujuy) o la chupina (en las provincia de Córdoba, San Juan y Santa Fe).
El día de la chupina se originó en Rosario. Si bien algunos señalan que se realiza desde 2001, crónicas periodísticas afirman que los primeros en hacerlo fueron alumnos de la escuela Nigelia Soria en 1993, y en años posteriores se masificó.
Cada año, los alumnos que no asisten a clases se reúnen en las peatonales Córdoba y San Martín, en los alrededores del Monumento Nacional a la Bandera, y distintos parques, plazas, centros comerciales y otros lugares públicos de la ciudad.
En algunos años se reportaron incidentes entre alumnos de distintas escuelas, por lo que personal municipal acostumbra realizar un refuerzo de la seguridad para evitar episodios de violencia y vandalismo, y proteger el mobiliario urbano. En el día de la chupina de 2012 hubo 60 detenidos por hurto, violencia en la vía pública y peleas entre bandas, se incautaron bebidas alcohólicas, armas blancas y un revólver, y un alumno recibió un disparo en una pierna.
También hubo casos de escuelas que eligieron el día de la chupina para hacer tareas solidarias o refacciones en el edificio escolar.
A lo largo de la década de 2010, los alumnos secundarios rosarinos sumaron otros festejos a lo largo del año, como el banderazo de cuarto año (al que también llaman AZO, a finales del anteúltimo año del ciclo lectivo secundario), el último primer día (UPD, al comienzo del último año de secundaria) y el último último día (UUD, el último día de clases).